# Чачунский заказник
Чачунский заказник — заказник в Грузии, в муниципалитете Дедоплисцкаро, в историческом Кизики. Расположен в 175 км от Тбилиси. Место представляет собой охраняемую территорию, основанную на базе государственного лесного хозяйства Чачуна. Площадь заказника — 5200 гектаров.
В Чачунском заказнике представлена многообразная флора. Вдоль реки Иори растёт пойменный лес тугайского типа, а на прилежащих к нему холмах и террасах представлены фрагменты растений различного аридного светлого редколесья, полупустынных и степных растений.
Абсолютным доминантом пойменных лесов является тополь осинообразный. В незначительных количествах встречается пойменный дуб, а также ладанные деревья — фисташник и ива белая.
В создании аридных светлых редколесий участвуют ладанные деревья, несколько разновидностей можжевельника (Juniperus oxycedrus, J. foetidissima, J. polycarpos), боярышник кроваво-красный, дуб, яблоня дикая и каменное дерево. В прибрежной полосе реки и в заболоченных рекой Иори местах распространён обыкновенный и большой тростник.
Из редких и находящихся на грани исчезновения растений на этих охраняемых территориях растут кавказское каменное дерево (Celtis caucasica), ладанное дерево (Pistacea mutica), пойменный дуб (Quercus pedinculiflora) и можжевельник (Juniperus foetidissima). Из эндемичных видов следует отметить: ирис грузинский (Iris iberica) и тюльпан Эйхлера (Tulipa eichleri).
В Чачунском заказнике обитают до 10 видов редких и находящихся на грани исчезновения птиц.